# John Carlstrom
John E. Carlstrom (* 1957) ist ein US-amerikanischer Astrophysiker.
Carlstrom erlangte den Bachelorgrad 1981 am Vassar College und den Doktorgrad 1988 an der University of California, Berkeley. Er ist Professor an der University of Chicago.
Carlstrom entwickelt Beobachtungsinstrumente zur Untersuchung von Anisotropien des kosmischen Mikrowellenhintergrunds und zur Entdeckung von Galaxienhaufen mit Hilfe des Sunyaev-Zeldovich-Effekts. Dazu dienen Teleskope zum Beispiel an der Amundsen-Scott-Südpolstation oder am Owens Valley Radio Observatory.

## Auszeichnungen
- 1998 MacArthur Fellowship
- 2000 Mitglied der American Academy of Arts and Sciences[1]
- 2002 Mitglied der National Academy of Sciences
- 2004 Magellanic Premium[2]
- 2006 Beatrice-M.-Tinsley-Preis
- 2015 Gruber-Preis für Kosmologie
- 2024 Dannie-Heineman-Preis für Astrophysik